# The Christmas Contract
The Christmas Contract is een Amerikaanse speelfilm uit 2018 onder regie van Monika Mitchell.

## Verhaal
Een recent vrijgezelle vrouw vreest de gedachte terug te gaan naar haar geboortestad in Louisiana voor Kerstmis wanneer ze erachter komt dat haar ex-vriend daar zal zijn met zijn nieuwe vriendin.

## Rolverdeling
- Hilarie Burton - Jolie Guidry
- Robert Buckley - Jack Friedman
- Danneel Ackles - Naomi Friedman
- Antwon Tanner - Martin
- Jordan Ladd - Breonna Guidry Doucette
- Tyler Hilton - Tyler Hilton
- Jason London - Luc Doucette
- Hunter Burke - Foster Broussard
- Teri Wyble - Amy
- Ritchie Montgomery - Rocky Broussard
- Susan Gallagher - Meredith Broussard
- Presley Richardson - Maxie Doucette